# Villemoyenne
Villemoyenne ist eine französische Gemeinde mit 731 Einwohnern (Stand 1. Januar 2022) im Département Aube in der Region Grand Est; sie gehört zum Arrondissement Troyes und zum Kanton Bar-sur-Seine. 

## Lage
Villemoyenne liegt in der Südhälfte des Département Aube rund 18 km (Luftlinie) südöstlich der Stadt Troyes. Der Ort liegt im Regionalen Naturpark Forêt d’Orient.
Die Gemeinde besteht aus mehreren Siedlungen (wie Courbeton und le Haut Villeneuve) sowie einigen Einzelgehöften. 

## Geschichte
Die Gemeinde gehörte von 1793 bis 1801 zum District Bar sur Seine. Zudem war sie von 1793 bis 1801 Teil des Kantons Chappes und seit 1801 Teil des Kantons Bar-sur-Seine. Von 1801 bis 1926 war Villemoyenne verwaltungstechnisch Teil des Arrondissements Bar-sur-Seine. Dieses ging 1926 im Arrondissement Troyes auf, zu dem die Gemeinde heute noch gehört.  

## Bevölkerungsentwicklung
| Jahr                       | 1793 | 1806 | 1821 | 1831 | 1851 | 1921 | 1931 | 1954 | 1962 | 1968 | 1975 | 1982 | 1990 | 1999 | 2006 | 2012 |
| Einwohner                  | 473  | 595  | 566  | 626  | 625  | 362  | 418  | 400  | 460  | 461  | 491  | 505  | 477  | 523  | 651  | 755  |
| Quellen: Cassini und INSEE |      |      |      |      |      |      |      |      |      |      |      |      |      |      |      |      |

Die zunehmende Mechanisierung der Landwirtschaft führte zu einem kontinuierlichen Absinken der Einwohnerzahlen bis auf die Tiefststände in der Zwischenkriegszeit. Nach dem Zweiten Weltkrieg wuchs die Bevölkerung wegen der Nähe zur Stadt Troyes und den dortigen Arbeitsmöglichkeiten. 

## Sehenswürdigkeiten
- Dorfkirche Saint-Martin (älteste Teile aus dem 12. Jahrhundert; sonst 16. und 19. Jahrhundert)